# Nevermind (singel)
"Nevermind" to piosenka izraelskiego muzyka i piosenkarza Dennisa Lloyda wydana jako singel 5 grudnia 2016 r. Utwór zdobył ponad 600 milionów odtworzeń na Spotify. 

## Lista utworów
| Digital download | Digital download | Digital download |
| Nr               | Tytuł utworu     | Długość          |
| ---------------- | ---------------- | ---------------- |
| 1.               | „Nevermind”      | 2:36             |

## Notowania

### Notowania cotygodniowe
| Lista (2018-2019)                         | Najwyższa pozycja |
| ----------------------------------------- | ----------------- |
| Australia (ARIA)                          | 10                |
| Austria (Ö3 Austria Top 40)               | 1                 |
| Belgia (Ultratop 50 Flanders)             | 20                |
| Belgia Dance (Ultratop Flanders)          | 2                 |
| Belgia (Ultratop 50 Wallonia)             | 26                |
| Belgia Dance (Ultratop Wallonia)          | 3                 |
| Kanada (Canadian Hot 100)                 | 32                |
| Czechy (Rádio Top 100)                    | 6                 |
| Czechy (Singles Digitál Top 100)          | 6                 |
| Dania (Tracklisten)                       | 22                |
| Francja (SNEP)                            | 10                |
| Niemcy (Official German Charts)           | 3                 |
| Węgry (Single Top 40)                     | 11                |
| Węgry (Stream Top 40)                     | 3                 |
| Irlandia (IRMA)                           | 14                |
| Włochy (FIMI)                             | 28                |
| Niderlandy (Single Top 100)               | 24                |
| Nowa Zelandia (Recorded Music NZ)         | 15                |
| Norwegia (VG-lista)                       | 3                 |
| Polska (ZPAV)                             | 14                |
| Portugalia (AFP)                          | 29                |
| Szkocja (Official Charts Company)         | 11                |
| Słowacja (Rádio Top 100)                  | 28                |
| Słowacja (Singles Digitál Top 100)        | 3                 |
| Słowenia (SloTop50)                       | 3                 |
| Hiszpania (PROMUSICAE)                    | 88                |
| Szwecja (Sverigetopplistan)               | 9                 |
| Szwajcaria (Schweizer Hitparade)          | 2                 |
| Wielka Brytania (Official Charts Company) | 17                |
| Stany Zjednoczone (Billboard Hot 100)     | 86                |

## Certyfikaty
| Kraj                          | Certyfikat         | Sprzedaż   |
| ----------------------------- | ------------------ | ---------- |
| Australia (ARIA)              | 2× platynowa płyta | 140 000+   |
| Austria (IFPI Austria)        | platynowa płyta    | 30 000+    |
| Belgia (BEA)                  | złota płyta        | 20 000+    |
| Dania (IFPI Denmark)          | platynowa płyta    | 90 000+    |
| Francja (SNEP)                | platynowa płyta    | 200 000+   |
| Kanada (Music Canada)         | 3× platynowa płyta | 240 000+   |
| Niemcy (BVMI)                 | 3× złota płyta     | 600 000+   |
| Nowa Zelandia (RMNZ)          | złota płyta        | 15 000+    |
| Polska (ZPAV)                 | diamentowa płyta   | 100 000+   |
| Stany Zjednoczone (RIAA)      | platynowa płyta    | 1 000 000+ |
| Szwajcaria (IFPI Switzerland) | platynowa płyta    | 30 000+    |
| Wielka Brytania (BPI)         | platynowa płyta    | 600 000+   |
| Włochy (FIMI)                 | 2× platynowa płyta | 100 000+   |